# Desognaphosa bellenden
Desognaphosa bellenden là một loài nhện trong họ Trochanteriidae. Loài này phân bố ở Queensland.